# Sparna
Sparna is een kevergeslacht uit de familie van de boktorren (Cerambycidae). De wetenschappelijke naam van het geslacht werd voor het eerst geldig gepubliceerd in 1864 door Thomson.

## Soorten
Sparna omvat de volgende soorten:
- Sparna colombiana Gilmour, 1950
- Sparna lycoides Thomson, 1864
- Sparna macilenta Pascoe, 1888
- Sparna migsominea Gilmour, 1950
- Sparna nigrolineata Fuchs, 1956
- Sparna pallida Gilmour, 1950
- Sparna platyptera Bates, 1881